# Alfred Rabuteau
Alfred Rabuteau (Geburtsname Victor Alfred Pelletier; * 7. Juni 1843 in Paris; † 1916 in Nizza) war ein französischer Komponist.
Rabuteau studierte am Conservatoire de Paris bei François Bazin und Ambroise Thomas. 1868 gewann er mit der dreistimmigen Szene Daniel nach Emile Cécile den Premier Grand Prix de Rome.
Während seines mit dem Preis verbundenen Romaufenthaltes komponierte er das Oratorium Le passage de la mer rouge, das 1874 am Conservatoire aufgeführt wurde und eine sinfonische Suite, die Édouard Colonne in das Programm seiner berühmten Concerts Colonne aufnahm.
Rabuteau komponierte weiterhin zwei Opern (L'Ecole des Pages und Parfum de la race nach einem Text von Jean Fernand-Lafargue), eine Serenade für Violine und Klavier sowie eine Reihe von Klavierstücken und von Liedern nach Texten von Emile Max, Eugène Leclerc, Edouard Guinand und anderen.
Über die späteren Lebensumstände Rabuteaus ist nichts bekannt, die letzte Nachricht von ihm ist ein Brief an seinen ehemaligen Lehrer Ambroise Thomas aus dem Jahr 1890.